# Smithsonian Channel (Latinoamérica)
Smithsonian Channel fue un canal de televisión por suscripción cultural de origen estadounidense para Hispanoamérica, propiedad del Instituto Smithsoniano y de Paramount Networks Americas. Su programación se basaba en documentales científicos, sobre la naturaleza e historia, entre otros.
El 29 de marzo de 2023, Paramount Global informó que el canal abandonará sus transmisiones lineales de TV Paga en Hispanoamérica el 31 de marzo y sus contenidos pasarán a exclusivamente a los servicios de streaming de Paramount, tanto en Paramount+, como en una señal por internet de la marca Smithsonian Channel en Pluto TV en el canal 290.

## Programación
- África aérea
- América aérea
- Aviones, grúas y cohetes
- B2 sigilo en la guerra
- El asedio de Masada
- El misterio del Diamante de la Esperanza
- El último día de Lincoln
- Guerra Civil 360
- Guerreros del aire
- Investigaciones de accidentes aéreos en Alaska
- Mayday Catástrofes Aéreas
- La batalla de Okinawa en color
- La Biblia secreta de Jefferson
- La caída de Japón en color
- La carrera animal de Panamá
- Las princesas millonarias de América
- Momias vivas
- Objetos voladores imposibles
- Rescate de los mineros chilenos
- Terremoto de Nepal: Terror en el Everest